# Laphria kistjakovskiji
Laphria kistjakovskiji är en tvåvingeart som beskrevs av Paramonov 1929. Laphria kistjakovskiji ingår i släktet Laphria och familjen rovflugor. Inga underarter finns listade i Catalogue of Life.